# 韓楷 (1893年)
韓楷（1893年—1955年），字子揆，四川省江油縣中壩鎮人，日本東京高等工業學校畢業，工科進士。

## 生平
幼年在中壩來鹿小學，後留學日本，畢業於東京高等工業學校
宣統二年（1911年）九月初二日壬寅，經學部驗看考試列最優等，賞給工科進士。
宣統二年（1911年）五月十一日，廷試列一等，授翰林院編修。
回國後，歷任四川機械廠第一任廠長，四川大學工學院教授，四川省勸工局局長等職。曾與同學周某合資辦新民榨油廠，自任廠長。
1930年代，為成都、金堂兩地設計、安裝小型水力發電廠，曾五次東渡日本採購器材。
抗戰中，被聘為廣漢三水觀飛機場技正，曾任四川省公路局副局長、省公路局修車總廠廠長。
1950年代，執教於四川省高級工業學校，任機械科主任，講授機械學、水利學、機械製圖等課程。被選為四川省第一屆人民代表大會代表。
1955年病逝於成都，終年六十二歲。